# Taymyrsky Dolgano-Nenetsky (huyện)
Taymyrsky Dolgano-Nenetsky là một huyện hành chính thuộc vùng Krasnoyarsk, huyện có diện tích 897,900km2 (lớn nhất trong tất cả các huyện thuộc vùng Krasnoyarsk) và dân số 31.657 (2019), trung tâm huyện đóng ở Dudinka.